# ウェスト (小惑星)
ウェスト (2022 West) は、小惑星帯の小惑星。カール・ラインムートがハイデルベルクのケーニッヒシュトゥール天文台で発見した。
デンマーク人の天文学者、リチャード・マーティン・ウェスト（Richard Martin West、1941年 - ）に因んで名付けられた。